# Marja van Bijsterveldt
Janneke Marlene (Marja) van Bijsterveldt-Vliegenthart (Rotterdam, 27 juni 1961) is een Nederlands burgemeester en voormalig minister. Ze is lid van het CDA. Sinds 2 september 2016 is ze burgemeester van Delft. Eerder was zij staatssecretaris en minister van Onderwijs, Cultuur en Wetenschap (2007-2012), Tweede Kamerlid (2010) en directeur-bestuurder van het Ronald McDonald Kinderfonds (2013-2016). Daarvoor was zij partijvoorzitter van het CDA (2002-2007), burgemeester van Schipluiden (1994-2002) en CDA-fractievoorzitter (1993-1994), wethouder (1990-1993) en gemeenteraadslid (1990-1994) van Almere.

## Gemeentepolitiek
Van Bijsterveldt volgde na haar havo een opleiding Verpleegkunde-A en daarna werkte ze van 1981 tot 1990 in diverse (leidinggevende) functies in de gezondheidszorg. Ze was in deze periode lid van het bestuur van het CDJA en werd in 1990 voor het CDA gekozen in de gemeenteraad van Almere. Ze werd gelijktijdig wethouder in deze gemeente, belast met sociale zaken, welzijn en woonruimteverdeling. Op 25 maart 1993 verdedigde ze de burgemeester van Almere Cees de Cloe (PvdA), die moest aftreden omdat hij mogelijk te veel aan onkosten had gedeclareerd. Haar kritiek was dat er geen hoor en wederhoor had plaatsgevonden. De PvdA diende hierop een motie van wantrouwen tegen Van Bijsterveldt in, die ook door de VVD en de Almere Partij werd gesteund, waardoor deze werd aangenomen. Hierop trad ze op 8 april af. Het programma Impact maakte een uitgebreide reportage van de gebeurtenissen in Almere in 1993 en zond deze op 24 februari 1994 uit. Ze bleef lid van de gemeenteraad en werd bij de gemeenteraadsverkiezingen van 1994 herkozen.
Ze verliet in september 1994 de raad om burgemeester van de gemeente Schipluiden te worden. Op het moment dat zij tot burgemeester werd benoemd, was zij de jongste in deze functie in Nederland. Van Bijsterveldt bleef burgemeester tot 1 januari 2003. Gedurende deze periode was ze tevens actief binnen de partijorganisatie van het CDA als voorzitter van het CDA-Vrouwenberaad.

## Partijvoorzitter
Ze werd in november 2002 voorzitter van het CDA. Zij was de eerste voorzitter die rechtstreeks door de leden werd gekozen. Met ruim 75 procent van de ongeveer 50.000 stemmen versloeg ze Jan Krapels. Ze werd daarna in mei 2006 voor een tweede termijn herkozen. Als partijvoorzitter kreeg ze te maken met een lastige periode in de partij na slecht verlopen gemeenteraadsverkiezingen in 2006.

## Staatssecretaris
Bij het aantreden van het kabinet-Balkenende IV werd Van Bijsterveldt aangesteld als staatssecretaris op het ministerie van Onderwijs, Cultuur en Wetenschap. Ze legde daarop haar functie als partijvoorzitter neer. Ze was van 22 februari 2007 tot 14 oktober 2010 in deze functie portefeuillehouder van het voortgezet onderwijs, het beroepsonderwijs en de lerarenopleidingen. Haar eerste wet betrof de invoering van de Kwalificatieplicht. Hiermee werd de leerplicht zodanig aangepast dat jongeren tot 18 jaar pas de school mogen verlaten als zij ten minste een mbo-2-, havo- of vwo-diploma hebben. Ze stelde in mei 2007 de Expertgroep doorlopende leerlijnen taal en rekenen in, die moest adviseren over een betere aansluiting van de niveaus van reken- en taalvaardigheid in het primair onderwijs, voortgezet onderwijs en mbo naar een vervolgopleiding of doorstroming naar de arbeidsmarkt. Ze voerde met ingang van 1 augustus 2009 ook de Wet gratis schoolboeken in en besloot met ingang van het schooljaar 2013/2014 tot een verplichte taal- en rekentoets voor leerlingen in het voortgezet onderwijs. Ze nam ook maatregelen om voortijdig schoolverlaten tegen te gaan en voerde de Maatschappelijke Stage in.
Ze kreeg in november 2007 te maken met protesten van scholieren, leraren en ouders tegen de handhaving van een lesurennorm in het voortgezet onderwijs van 1040 uur. Nadat een aantal demonstraties op rellen uitliep, riep Van Bijsterveldt wethouders op om tegen relschoppers op te treden, door leerplichtambtenaren de opdracht te geven boetes uit te delen.
Na de val van het kabinet-Balkenende IV op 20 februari 2010 volgde minister voor Jeugd en Gezin André Rouvoet minister van OCW Ronald Plasterk op en nam daarbij de portefeuille van staatssecretaris Sharon Dijksma over. De portefeuille van Plasterk (hoger onderwijs, wetenschapsbeleid, emancipatie, cultuur en media) werd vrijwel geheel door Van Bijsterveldt overgenomen.
Het maandblad Opzij publiceerde in oktober 2009 een lijst met de 100 machtigste vrouwen van Nederland. Van Bijsterveldt stond daarop als derde genoteerd vanwege enerzijds haar positie als staatssecretaris en anderzijds haar enorme netwerk in het CDA. Een jaar eerder had ook Vrij Nederland een uitgebreid portret van Van Bijsterveldt gepubliceerd, waarin zij onder meer om deze redenen en vanwege haar wijze van opereren als een van de machtigste vrouwen van het Binnenhof werd omschreven.

## Minister
Bij de Tweede Kamerverkiezingen 2010 werd ze in de Tweede Kamer gekozen. Ze was van 23 februari 2010 tot 5 november 2012 minister van Onderwijs, Cultuur en Wetenschap in het kabinet-Balkenende IV en in het kabinet-Rutte I. In deze hoedanigheid kreeg ze te maken met protesten, ditmaal van studenten die het oneens waren met de geplande langstudeerboete en universiteiten, middels een protestmars van hoogleraren, die ontevreden waren met de geplande boete voor langstudeerders en bezuinigingen op zowel de eerste als tweede geldstroom. Van Bijsterveldt deed in november 2011 een oproep aan ouders om zich meer met het onderwijs van hun kinderen bezig te gaan houden. Uit opiniepeilingen van Maurice de Hond bleek steun maar er was ook kritiek, onder andere van oud-minister en oud-staatssecretaris Emancipatiezaken Hedy d’Ancona en hoofdredacteur van mama-magazine Phaedra Werkhoven.
Minister Van Bijsterveldt was van plan 300 miljoen euro te bezuinigen op het passend onderwijs, maar tegelijkertijd 250 miljoen euro te investeren in een prestatiebonus voor leerkrachten die het opmerkelijk goed doen. Uit onvrede vond daarom een staking 50.000 leraren plaats op 6 maart 2012 in de Amsterdam ArenA. Uiteindelijk zijn de bezuinigingen op het passend onderwijs bij de nieuwe coalitievorming geschrapt maar de systeemwijziging is wel ingevoerd.

## Na ministerschap
Ze volgde op 1 januari 2014 Laurentien Brinkhorst op als voorzitter van de Stichting Lezen & Schrijven. Daarnaast was zij onder meer voorzitter van de Midden-Delfland Vereniging, voorzitter bij de Protestantse Theologische Universiteit, lid van de raad van toezicht van de Erasmus Universiteit Rotterdam en directeur van het Ronald McDonald Kinderfonds.

## Burgemeester
Op 2 september 2016 werd ze geïnstalleerd als burgemeester van Delft, als opvolger van Bas Verkerk. Naast haar burgemeesterschap is zij lid van de raad van commissarissen van de Vereniging Hendrick de Keyser, voorzitter van de integriteits- en royementscommissie van het CDA en vicevoorzitter van de raad van toezicht van het Scheepvaart en Transport College.
Tijdens de raadsvergadering van 7 november 2024 kondigde ze haar vertrek aan als burgemeester van Delft per 2 september 2025.

## Persoonlijk leven
Van Bijsterveldt is getrouwd en heeft twee zonen. Haar echtgenoot was vanaf 2010 gemeenteraadslid voor het CDA in Midden-Delfland. Haar broer Piet Vliegenthart was tot juni 2017 predikant van de Protestantse Kerk in Berlicum. Haar neef Arjan Vliegenthart was namens de SP lid van de Eerste Kamer en wethouder in Amsterdam en is sinds 2018 directeur van het Nibud. Van Bijsterveldt is lid van de Protestantse Kerk in Nederland, voor de fusie in 2004 van de Gereformeerde Kerken in Nederland.

## Onderscheidingen
- Officier in de Orde van Oranje-Nassau, 2012[17]

- International Standard Name Identifier: 0000 0003 9220 4037
- Nederlandse Thesaurus van Auteursnamen: 268793204
- Parlement.com: vh091adpnkt8
- Virtual International Authority File: 286163431
- WorldCat: E39PBJr7RxpKTVgyt4m74RwBfq